# Eurofórmula Open
La Eurofórmula Open (anteriormente denominada European F3 Open) es un campeonato europeo de Fórmula 3 organizado desde 2009 por la empresa española de GT Sport y, desde 2014, se utiliza la denominación actual. Entre 2001 y 2008 el campeonato se disputaba en España bajo la denominación de Campeonato de España de Fórmula 3. El campeonato se disputa con el monoplaza Dallara 320, más rápido que el Tatuus de Fórmula Regional Europea y Eurocup-3, y comparte organización con el International GT Open.

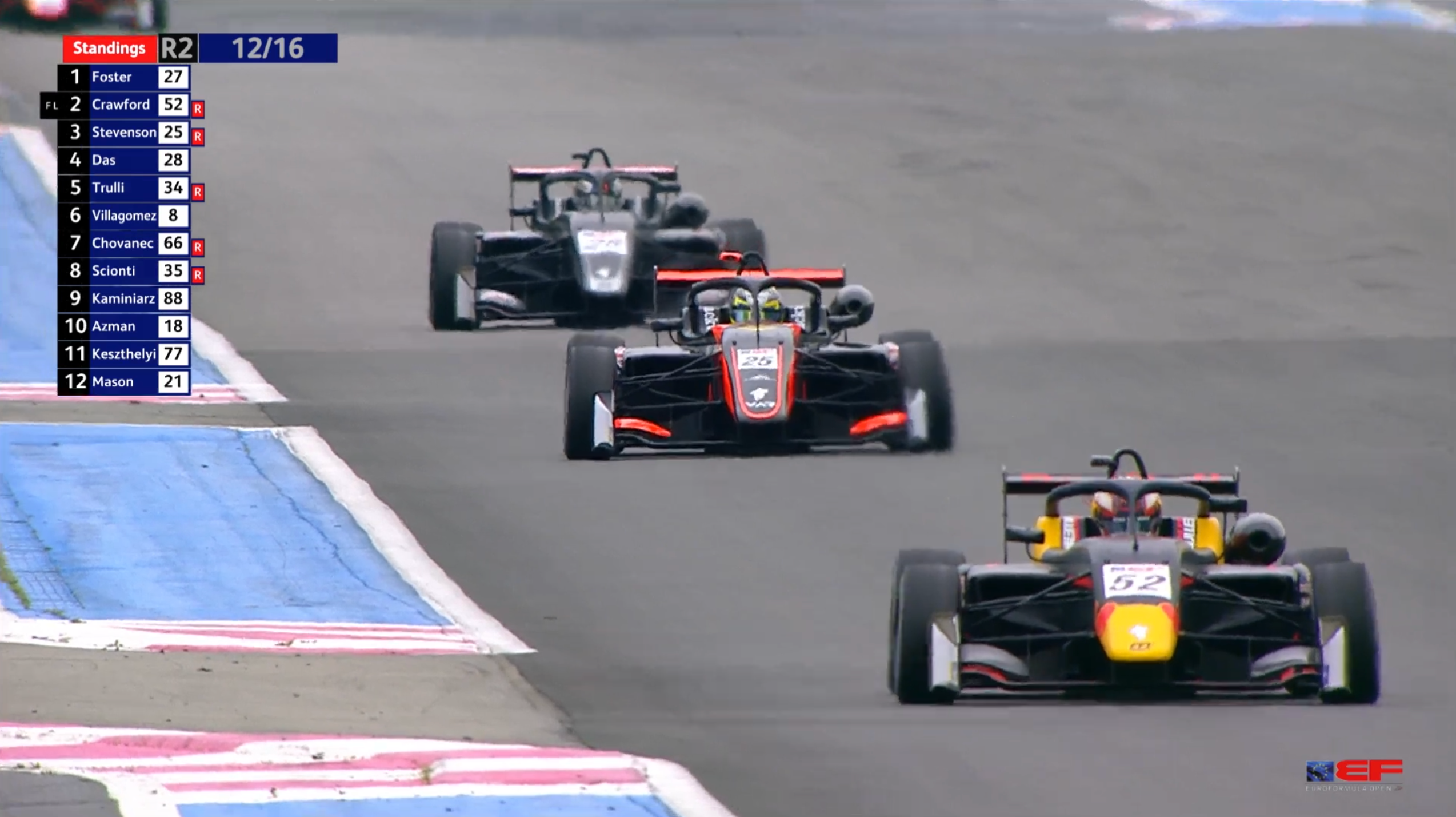
Monoplazas de Eurofórmula Open en 2021.

El campeonato otorga puntos para la Superlicencia de la FIA a los ocho mejores clasificados, incluyendo 15 para el piloto campeón.
Entre los pilotos más destacados que han pasado por la categoría en la última década se encuentran Álex Palou, Colton Herta, Louis Foster, Liam Lawson, Yuki Tsunoda, Franco Colapinto, Felipe Drugovich, Marino Sato y Ye Yifei, estos tres últimos resultaron campeones de la categoría.

## Historia

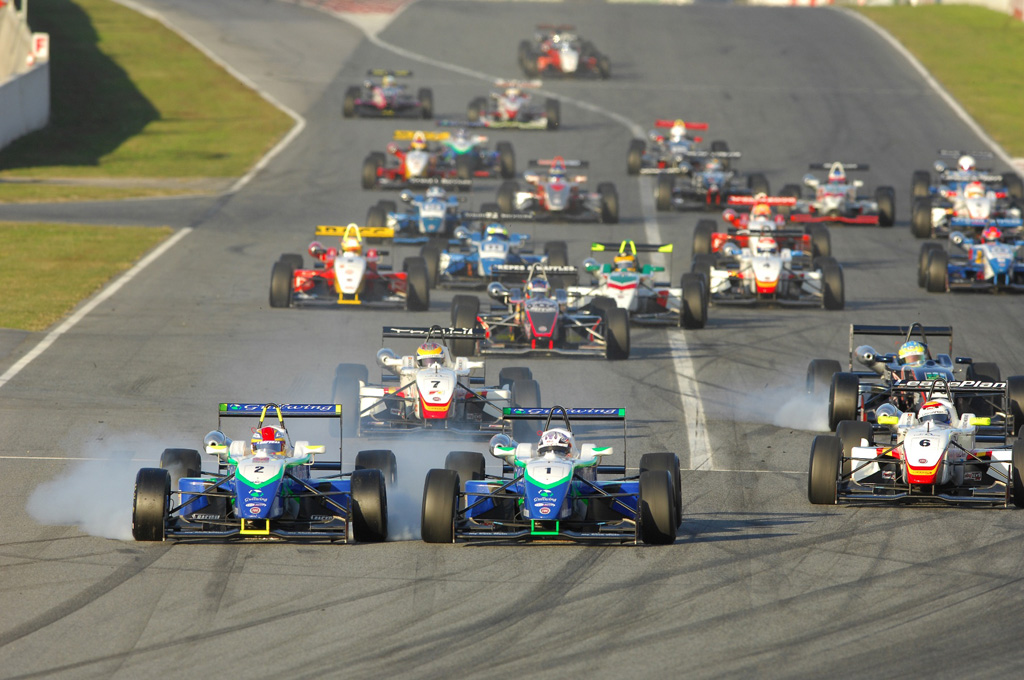
Salida de una carrera de la F3 española en Montmeló.

El campeonato surgió en 2001 para reemplazar a la Fórmula Supertoyota tras retirarse Toyota España tanto de su organización como de la Fórmula Toyota Castrol 1300. Así, la empresa GT Sport que había nacido 2 años antes para crear el Campeonato de España de GT, pretendió crear un peldaño de acceso a un Open by Nissan que cada vez era más europeo, y que con el tiempo se convertiría en la World Series by Renault.
Desde 2004 se premiaba al piloto campeón con una prueba con el entonces equipo de Fórmula 1 Toyota Racing. Después de la desaparición del equipo en la temporada 2009, se anunció que el campeón del European F3 Open 2010 recibiría un Test con la Scuderia Ferrari. El primer piloto en obtener este privilegio fue Marco Barba. Además, ya que el año anterior se había anunciado que la serie pasaba a ser Serie Internacional FIA, los ganadores obtendrían una Superlicencia válida para la F1, hecho que duraría hasta 2015, último año en vigor de las viejas normativas para obtenerla.
A finales de 2008, los organizadores GT Sport se plantean un cambio en la denominación del campeonato. Así, en enero de 2009 se anuncia que el Campeonato de España de F3, se llamaría a partir de entonces European F3 Open. Con ello no solo buscaban crear una serie más internacional sino que también hacerle la competencia en cuanto a costes a la Fórmula 3 Euroseries.
En 2014, la FIA decidió limitar el uso del término F3 únicamente a los campeonatos que utilizasen reglamenteción de motores FIA más reciente, para querer quedarse sin competencia en su Campeonato Europeo de FIA Fórmula 3. Por tanto, GT Sport cambió el nombre del campeonato a Eurofórmula Open.
En 2019, por primera vez, el campeonato cuenta con más de un fabricante de motores, tras la llegada de Volkswagen y Mercedes-Benz.

## Características

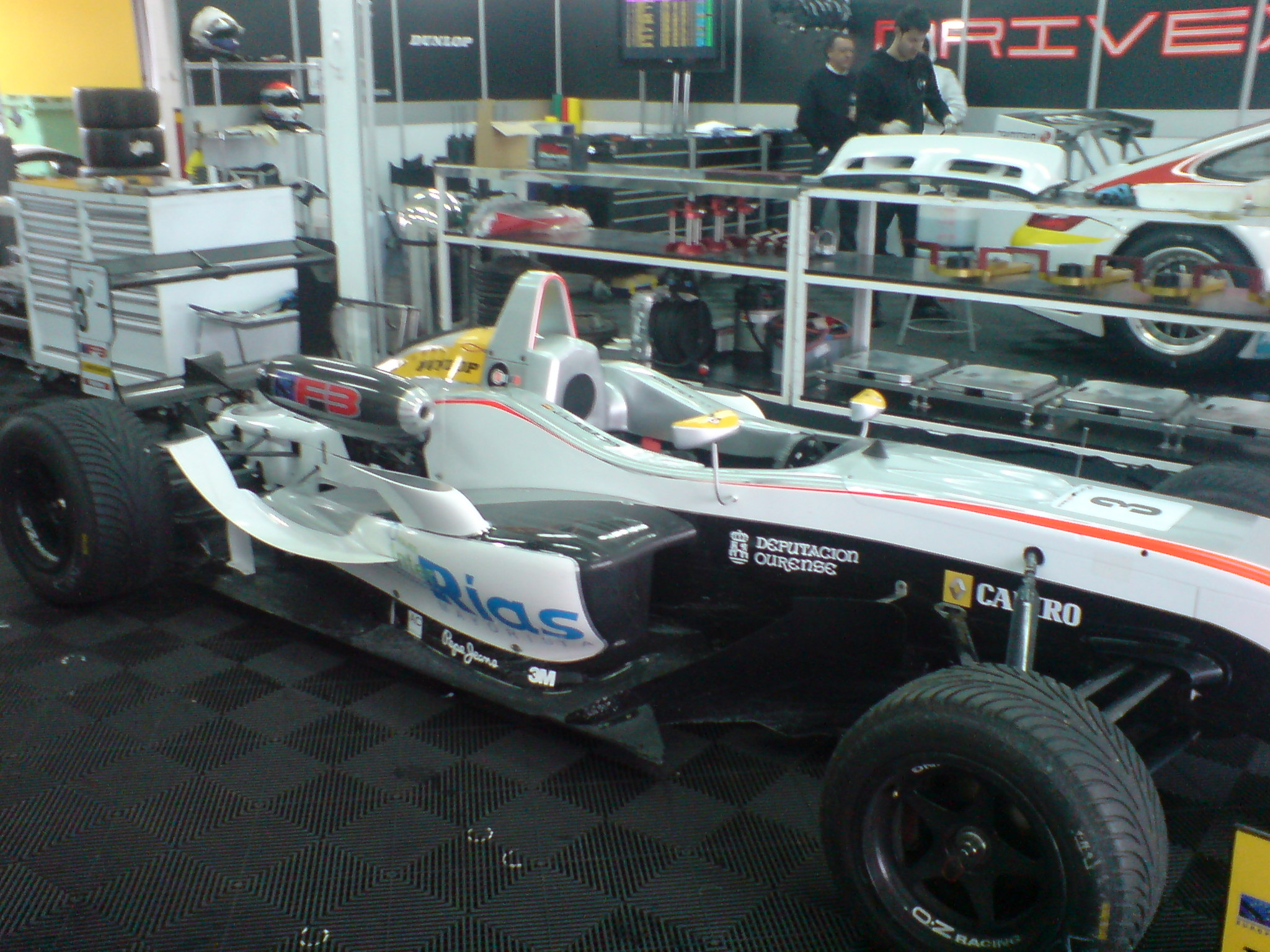
Coche de la escudería Drivex en su box (2010).

Este campeonato se caracteriza por tomar medidas para controlar las exigencias del presupuesto. Su asiento para una temporada completa está valorado en 400.000€ aproximadamente, lo que proporciona una opción más viable para los pilotos que carecen de un buen patrocinador para poder seguir compitiendo en otras categorías de un nivel similar, como la Fórmula 3 o la Fórmula 3 Europea.
Formato
Las carreras se disputan a dos mangas, con dos sesiones de clasificación para definir su parrilla. Las carreras tienen una distancia máxima de 95 kilómetros o una duración máxima de 35 minutos. En el campeonato existe un único proveedor de chasis y motores, a diferencia de lo que ocurre en otros certámenes de Fórmula 3.
Sistema de puntuación actual
| 1  | 2  | 3  | 4  | 5  | 6 | 7 | 8 | 9 | 10 | PP | VR |
| -- | -- | -- | -- | -- | - | - | - | - | -- | -- | -- |
| 25 | 18 | 15 | 12 | 10 | 8 | 6 | 4 | 2 | 1  | 1  | 1  |

Proveedores
| Siglas            | C. Esp F3    | C. Esp F3    | C. Esp F3    | C. Esp F3    | C. Esp F3 | C. Esp F3 | C. Esp F3 | C. Esp F3 | EF3O   | EF3O                | EF3O                | EF3O                | EF3O                | EFO                 | EFO                 | EFO                 | EFO                 | EFO                 | EFO               | EFO          | EFO          | EFO          |
| Año               | 2001         | 2002         | 2003         | 2004         | 2005      | 2006      | 2007      | 2008      | 2009   | 2010                | 2011                | 2012                | 2013                | 2014                | 2015                | 2016                | 2017                | 2018                | 2019              | 2020         | 2021         | 2022         |
| ----------------- | ------------ | ------------ | ------------ | ------------ | --------- | --------- | --------- | --------- | ------ | ------------------- | ------------------- | ------------------- | ------------------- | ------------------- | ------------------- | ------------------- | ------------------- | ------------------- | ----------------- | ------------ | ------------ | ------------ |
| Chasis            | Dallara F300 | Dallara F300 | Dallara F300 | Dallara F300 | F305      | F305      | F306      | F308      | F308   | F308                | F308                | F312                | F312                | F312                | F312                | F312                | F312                | F312                | F317              | F320         | F320         | F320         |
| Chasis Clase Copa |              |              |              |              | F300      | F300      | F300      | F300 F306 | F306   | F306                | F306                | F308                | F308                | F308                |                     |                     |                     |                     |                   |              |              |              |
| Motor             | Toyota       | Toyota       | Toyota       | Toyota       | Toyota    | Toyota    | FIAT      | FIAT      | FIAT   | Toyota (Piedrafita) | Toyota (Piedrafita) | Toyota (Piedrafita) | Toyota (Piedrafita) | Toyota (Piedrafita) | Toyota (Piedrafita) | Toyota (Piedrafita) | Toyota (Piedrafita) | Toyota (Piedrafita) | Toyota, VW, Merc. | VW, Mercedes | VW, Mercedes | VW, Mercedes |
| Neumáticos        | Dunlop       | Dunlop       | Dunlop       | Dunlop       | Dunlop    | Dunlop    | Dunlop    | Dunlop    | Dunlop | Dunlop              | Dunlop              | Dunlop              | Dunlop              | Dunlop              | Michelin            | Michelin            | Michelin            | Michelin            | Michelin          | Michelin     | Michelin     | Michelin     |

### Trofeos del campeonato

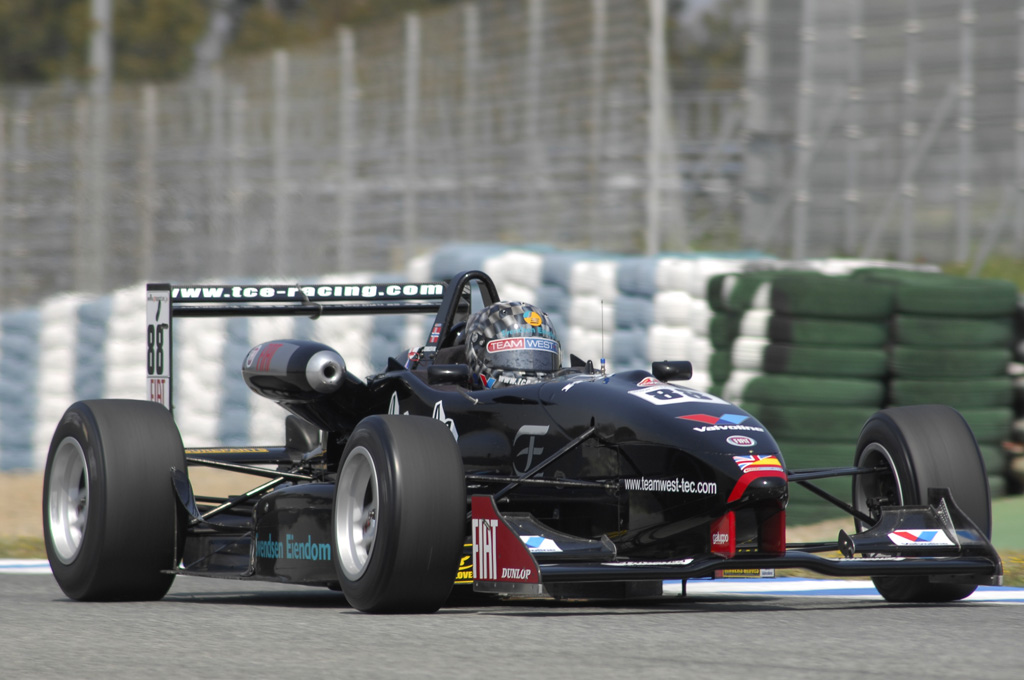
Christian Ebbesvik, ganador de la Copa de España de F3 de 2007, en su F300.

- Durante los cuatro primeros años de la competición se otorgó el trofeo Copa Júnior al  mejor piloto clasificado en la general que contaba al inicio del campeonato con 16 años o menos de edad.
- Durante el tercer y cuarto año se otorgó el Trofeo Ibérico al mejor piloto español o portugués que mejor clasificación obtuviese en 3 rondas concretas del campeonato.
- En 2005 (y hasta 2014) se creó la categoría Copa de España de Fórmula 3 como una División B del Campeonato. Se usaban monoplazas de especificaciones anteriores, rebajando aún más el presupuesto necesario para participar. En algunas temporadas, el mejor coche de esta categoría y de la principal de cada escudería daban puntos para el campeonato de pilotos.
- En 2014 y hasta 2018 se introdujo un mini-campeonato de España de Fórmula 3 donde puntuarían todos los pilotos que participasen se hubiesen inscrito en el mismo y participasen en las rondas disputadas en España y Portugal.
- Desde 2015 se introduce el trofeo Rookie donde clasifican los pilotos debutantes en esa temporada.

## Campeones

### Campeonato de España de Fórmula 3
| Año  | Campeón          | Escudería          | Puntos | Victorias | Escudería campeona | Copa Júnior (2001-2004) Copa de España (2005-2008) | Trofeo Ibérico |
| ---- | ---------------- | ------------------ | ------ | --------- | ------------------ | -------------------------------------------------- | -------------- |
| 2001 | Ander Vilariño   | Racing Engineering | 195    | 6         | Racing Engineering | Juan Antonio del Pino                              |                |
| 2002 | Marcel Costa     | EV Racing          | 190    | 2         | Racing Engineering | Andy Soucek                                        |                |
| 2003 | Ricardo Maurício | Racing Engineering | 192    | 6         | Racing Engineering | Ricardo Risatti                                    | Borja García   |
| 2004 | Borja García     | Racing Engineering | 149    | 9         | Racing Engineering | Javier Villa                                       | Borja García   |
| 2005 | Andy Soucek      | Llusià Racing      | 106    | 3         | Racing Engineering | Arturo Llobell                                     |                |
| 2006 | Ricardo Risatti  | TEC-Auto           | 118    | 5         | Racing Engineering | Germán Sánchez                                     |                |
| 2007 | Máximo Cortés    | TEC-Auto           | 117    | 5         | TEC-Auto           | Christian Ebbesvik                                 |                |
| 2008 | Germán Sánchez   | Campos Racing      | 88     | 4         | Campos Racing      | Natacha Gachnang                                   |                |

### European F3 Open
| Año  | Campeón        | Escudería             | Puntos | Victorias | Escudería campeona | Copa            |
| ---- | -------------- | --------------------- | ------ | --------- | ------------------ | --------------- |
| 2009 | Bruno Méndez   | Campos Racing         | 145    | 4         | Campos Racing      | Callum MacLeod  |
| 2010 | Marco Barba    | Cedars Motorsport     | 154    | 6         | Cedars Motorsport  | Noel Jammal     |
| 2011 | Alex Fontana   | Corbetta Competizioni | 120    | 2         | Team West-Tec      | Fabio Gamberini |
| 2012 | Niccolò Schirò | RP Motorsport         | 272    | 4         | RP Motorsport      | Kevin Giovesi   |
| 2013 | Ed Jones       | Team West-Tec         | 256    | 6         | RP Motorsport      | Richard Gonda   |

### Eurofórmula Open
| Año   | Campeón          | Escudería          | Puntos | Victorias | Escudería campeona | Rookie               |                         | Campeonato de España | Escudería campeona |
| ----- | ---------------- | ------------------ | ------ | --------- | ------------------ | -------------------- | ----------------------- | -------------------- | ------------------ |
| 2014† | Sandy Stuvik     | RP Motorsport      | 332    | 11        | RP Motorsport      |                      | Sandy Stuvik            | RP Motorsport        |                    |
| 2015  | Vitor Baptista   | RP Motorsport      | 291    | 6         | RP Motorsport      | Alessio Rovera       | Konstantin Tereshchenko | Campos Racing        |                    |
| 2016  | Leonardo Pulcini | Campos Racing      | 303    | 7         | Campos Racing      | Ferdinand Habsburg   | Leonardo Pulcini        | Campos Racing        |                    |
| 2017  | Harrison Scott   | RP Motorsport      | 340    | 12        | RP Motorsport      | Nikita Troitskiy     | Devlin DeFrancesco      | RP Motorsport        |                    |
| 2018  | Felipe Drugovich | RP Motorsport      | 405    | 14        | RP Motorsport      | Bent Viscaal         | Felipe Drugovich        | RP Motorsport        |                    |
| 2019  | Marino Sato      | Team Motopark      | 307    | 9         | Team Motopark      | Liam Lawson          |                         |                      |                    |
| 2020  | Ye Yifei         | CryptoTower Racing | 369    | 11        | CryptoTower Racing | Niklas Krütten       |                         |                      |                    |
| 2021  | Cameron Das      | Team Motopark      | 382    | 7         | Team Motopark      | Casper Stevenson     |                         |                      |                    |
| 2022  | Oliver Goethe    | Team Motopark      | 499    | 19        | CryptoTower Racing | Vladislav Lomko      |                         |                      |                    |
| 2023  | Noel León        | Team Motopark      | 394    | 17        | Team Motopark      | Jakob Bergmeister    |                         |                      |                    |
| 2024  | Brad Benavides   | Team Motopark      | 431    | 9         | Team Motopark      | Fernando Barrichello |                         |                      |                    |

- †: En 2014, 2 pilotos se vieron obligados a correr con coches del campeonato copa por no haber suficientes Dallara 312, ese campeonato en un principio no iba a disputarse esa temporada, por lo que al italiano Costantino Peroni que quedó como primer clasificado, no se le otorgó premio alguno.